# 依根河
依根河（「母親河」），位于中华人民共和国内蒙古自治区东北部，是根河左岸支流，发源于牙克石市图里河镇西尼气村（原西尼气镇）南部山麓，蜿蜒向西流经西林农牧场后于红星农场点进入额尔古纳市，在额尔古纳是转西北流，经依力根牧场，于上库力街道小孤山东北注入根河。河长114千米，流域面积1302平方千米。年均径流量1.63亿立方米。依根河流域地处大兴安岭腹地，群山环抱，连绵起伏。